# Potter Payper
Potter Payper (* 15. November 1990 in London als Jamel Bousbaa) ist ein englischer Rapper. Nachdem er sich in den frühen 2010er Jahren bereits einen Namen in der Rapszene gemacht hatte, kam nach einer Haftstrafe als Drogendealer 2020 sein musikalischer Durchbruch.

## Biografie
Jamal Bousbaa wuchs im Londoner Stadtteil Barking auf. Sein Vater stammt aus Algerien, seine Mutter ist Irin. Bereits Anfang der 2010er Jahre machte er unter dem Rappernamen Potter Payper mit seinem ersten Mixtape The Philosopher’s Chrome und einem Freestyle-Auftritt auf der Plattform Bl@ckbox  auf sich aufmerksam. Sein zweites Mixtape Training Day aus dem Jahr 2013 gilt als Klassiker der damaligen britischen Rapszene. Dabei zeichnen ihn vor allem seine Wortprägungen und spielerischen Formulierungen aus. Es folgten weitere Mixtapes, die ihn zeitweise auch in Richtung Trap gehen ließen, und eine EP, der große kommerzielle Erfolg blieb aber aus.
2018 wurde Bousbaa verhaftet, weil er mit einem Kumpel einen größeren Drogenhandel aufgezogen hatte. Er wurde zu fünf Jahren und vier Monaten Haft verurteilt. Er nutzte die Zwangsauszeit für seine musikalische Entwicklung und direkt nach seiner vorzeitigen Entlassung 2020 veröffentlichte er die EP 2020 Vision. Mit der Freestyle-Version des Titelsongs schaffte er im Juli seine erste Chartplatzierung. Im Herbst folgte der dritte Teil der Training-Day-Mixtapes. Er stieg auf Platz 3 der Albumcharts ein und brachte drei weitere Singlehits.
2021 unterschrieb Bousbaa bei Def Jam. Er veröffentlichte zwei weitere Songs, die es in die Charts brachten, darunter erstmals eine Zusammenarbeit bei Catch Up mit M Huncho, bevor im Oktober ein weiteres Mixtape folgte. Mit Thanks for Waiting kam er erneut in die Top 10.

## Diskografie

### Alben
| Jahr | Titel                      | Höchstplatzierung, Gesamtwochen, AuszeichnungChartsChartplatzierungen (Jahr, Titel, Platzierungen, Wochen, Auszeichnungen, Anmerkungen) | Anmerkungen                                      |
| Jahr | Titel                      | UK | Anmerkungen                                      |
| ---- | -------------------------- | --- | ------------------------------------------------ |
| 2020 | Training Day 3             | UK3 Silber · (5 Wo.)UK | Erstveröffentlichung: 18. September 2020 Mixtape |
| 2021 | Thanks for Waiting         | UK8 (4 Wo.)UK | Erstveröffentlichung: 1. Oktober 2021 Mixtape    |
| 2023 | Real Back in Style         | UK2 (4 Wo.)UK | Erstveröffentlichung: 12. Mai 2023               |
| 2024 | Thanks for Hating          | UK5 (3 Wo.)UK | Erstveröffentlichung: 23. Februar 2024           |
| 2024 | 36 Hours                   | UK28 (1 Wo.)UK | Erstveröffentlichung: 10. Mai 2024 mit M Huncho  |
| 2024 | Nightmare Before Christmas | UK30 (1 Wo.)UK | Erstveröffentlichung: 29. November 2024          |

Weitere Mixtapes
- The Philosophers Chrome (2010)
- Training Day (2013)
- Training Day 2 (2016)

EPs
- 24 (2015)
- One Time (2015)
- Pay per View (2017)
- Regina vs. Jamel Bousbaa (2018)
- 2020 Vision (2020)

### Singles
| Jahr | Titel Album                        | Höchstplatzierung, Gesamtwochen, AuszeichnungChartsChartplatzierungen (Jahr, Titel, Album, Platzierungen, Wochen, Auszeichnungen, Anmerkungen) | Anmerkungen                                                           |
| Jahr | Titel Album                        | UK | Anmerkungen                                                           |
| ---- | ---------------------------------- | --- | --------------------------------------------------------------------- |
| 2020 | 2020 Vision Freestyle 2020 Vision  | UK41 (3 Wo.)UK | Erstveröffentlichung: 18. Juni 2020                                   |
| 2020 | Science Training Day 3             | UK79 (1 Wo.)UK | Erstveröffentlichung: 10. September 2020                              |
| 2020 | Purpose Training Day 3             | UK64 Silber · (2 Wo.)UK | Erstveröffentlichung: 17. September 2020                              |
| 2020 | Slumdog Millionaire Training Day 3 | UK100 (1 Wo.)UK |                                                                       |
| 2021 | Topshottas Freestyle –             | UK60 (2 Wo.)UK | Erstveröffentlichung: 20. Mai 2021                                    |
| 2021 | Catch Up Thanks for Waiting        | UK70 (1 Wo.)UK | Erstveröffentlichung: 29. Juli 2021 featuring M Huncho                |
| 2021 | Take That Thanks for Waiting       | UK79 (1 Wo.)UK | featuring Digga D                                                     |
| 2022 | Gangsteritus Thanks for Waiting    | UK12 Gold · (10 Wo.)UK | featuring Tiggs da Author                                             |
| 2023 | Blame Brexit Real Back in Style    | UK75 (1 Wo.)UK | Erstveröffentlichung: 5. Januar 2023                                  |
| 2023 | Back 2 Back First Lap              | UK51 (2 Wo.)UK | Erstveröffentlichung: 4. Mai 2023 Tunde featuring Potter Payper       |
| 2023 | Real Back in Style                 | UK72 (1 Wo.)UK |                                                                       |
| 2023 | White Ash Real Back in Style       | UK77 (1 Wo.)UK | Erstveröffentlichung: 11. Mai 2023                                    |
| 2023 | Facade Back to Square One          | UK55 (3 Wo.)UK | Erstveröffentlichung: 10. August 2023 Digga D featuring Potter Payper |

Weitere Singles
- Concrete Jungle (featuring S Loud, 2017)
- More Than Rap (2018)
- Daily Duppy (2020)
- Round Here (2020)
- Lifestyle Cold (2020)
- Purple Rain (2020, UK: Silber)
- Nothing’s Free (2021)
- Johnny on the Spot (2021)